# Terminalia aridicola
Terminalia aridicola är en tvåhjärtbladig växtart. Terminalia aridicola ingår i släktet Terminalia och familjen Combretaceae.

## Underarter
Arten delas in i följande underarter:
- T. a. aridicola
- T. a. chillagoensis